# 近接戰鬥車
近接戰鬥車是防衛省開發中的一種輪型裝甲車。其中「近接戰鬥車用機關砲研究」案於2009年（平成21年）度已經完成，車體本身開發預定開始於2010年（平成22年）後。
計畫由陸上自衛隊普通科部隊及機甲科偵察部裝備，作為對其他裝甲車的攻擊與戰場偵察使用。分成87式偵察警戒車後繼的「偵察型」和89式裝甲戰鬥車後繼的「人員輸送型」兩種、「偵察型」車體後部上面有對地雷達裝備。

### 武器
武裝砲塔採用國產開發埋頭彈機砲（CTA機砲）裝備其上。使用彈種有穿甲弹和調整破片彈二種彈頭、可因應狀況迅速更換彈頭。穿甲彈主要對付裝甲戰鬥車、調整破片彈於砲口射出瞬間；可用延遲引信控制炸裂時間，對付軟目標很有效。
所謂埋頭彈(Cased Telescoped Ammunition) 是指子彈彈頭半埋於火藥段內構造的彈藥（目前通常彈藥中彈頭都是在藥筴前方裝上去）。埋頭彈製造技術比較難但是全長短了通常子彈將近2/3程度。彈匣可以攜帶更多一倍彈藥、裝填時間也縮短、機砲發射速度也能加快。